# Coupe du monde de socca
 (juin 2023).
La Coupe du monde de socca, aussi nommée Coupe du monde de football à 6, est une compétition internationale disputée par les équipes nationales masculines des membres de la Fédération internationale de socca (en).

## Histoire
La première Coupe du monde de socca se déroule en 2018 à Lisbonne, au Portugal, au stade Trunkwala construit à cet effet. Les matchs commencent le 23 septembre 2018, lorsque le Canada affronte le Cap-Vert, et durent jusqu'au 29 septembre 2018, avec le sacre final de l'Allemagne sur la Pologne sur le score de 1-0. La finale est arbitrée par l'arbitre de football Mark Clattenburg. Le tournoi est diffusé dans le monde entier, et reçoit le soutien de plusieurs célébrités du monde du football, notamment Lukas Podolski ou Neymar.
La Coupe du monde de socca 2019 se déroule à Réthymnon, en Crète, du 12 au 20 octobre 2019. Cette édition est remportée par la Russie, qui bat la Pologne 3-2 en finale,.
La Coupe du monde de socca 2022 a lieu à Budapest, en Hongrie, en septembre 2022. L'édition 2023 se déroule à Essen, en Allemagne, du 2 au 11 juin 2023,.

## Résultats
| 2018 Détails | Lisbonne  | Allemagne  | 1–0              | Pologne    | Russie  | 2–1 | Portugal  |
| 2019 Détails | Réthymnon | Russie     | 3–2              | Pologne    | Grèce   | 2–1 | Moldavie  |
| 2022 Détails | Budapest  | Brésil     | 3–0              | Kazakhstan | Pologne | 3–1 | Allemagne |
| 2023 Détails | Essen     | Kazakhstan | 2-2 (2-1 t.a.b.) | Ukraine    | Mexique | 2-0 | Croatie   |
| 2024 Détails | Mascate   |            |                  |            |         |     |           |